# Liste der Kulturdenkmäler in Altscheid
In der Liste der Kulturdenkmäler in Altscheid sind alle Kulturdenkmäler der rheinland-pfälzischen Ortsgemeinde Altscheid aufgeführt. Grundlage ist die Denkmalliste des Landes Rheinland-Pfalz (Stand: 27. Juni 2022).

## Einzeldenkmäler
| Bezeichnung                          | Lage                            | Baujahr | Beschreibung | Bild                           |
| ------------------------------------ | ------------------------------- | ------- | --- | ------------------------------ |
| Wegekreuz                            | Borenweg Lage                   | 1694    | Schaftkreuz, bezeichnet 1694 | weitere Bilder Fotos hochladen |
| Altar                                | Hauptstraße, Ecke Kirchweg Lage | 1779    | barocker Altaraufsatz, Sandstein, bezeichnet 1779; Kreuz bezeichnet 1774, wohl nachträglich ergänzt | Fotos hochladen                |
| Wegekreuz                            | Hauptstraße, bei Nr. 8 Lage     | 1693    | reliefiertes Schaftkreuz, bezeichnet 1693 (Metallkorpus fehlt) | weitere Bilder Fotos hochladen |
| Wegekreuz                            | Hauptstraße, bei Nr. 16 Lage    | 1801    | Schaftkreuz, bezeichnet 1801 | weitere Bilder Fotos hochladen |
| Wohnhaus                             | Hauptstraße 24 Lage             | 1784    | Wohnhaus mit aufwändigem Oberlichtportal, bezeichnet 1784 | BW                             |
| Wohnhaus                             | Hauptstraße 26 Lage             | um 1792 | Wohnhaus, innen originale Raumaufteilung, um 1792 | Fotos hochladen                |
| Katholische Pfarrkirche St. Matthias | Kirchweg 1 Lage                 | 1760    | mittelalterlicher ehemaliger Chorturm, zweiachsiger Saalbau, bezeichnet 1760, Verlängerung 1887, barockisierender Anbau, 20. Jahrhundert; mit Ausstattung; an der Kirchhofsmauer zwei Priestergrabmäler, Schiefer | weitere Bilder Fotos hochladen |
| Wegekreuz                            | östlich des Ortes Lage          | 1759    | Nischenkreuz, bezeichnet 1759 | BW                             |